# Irish Open 1981
Die Irish Open 1981 im Badminton fanden vom 20. bis zum 21. Februar 1981 im Antrim Forum in Antrim statt.

## Finalresultate
| Disziplin    | Sieger                   | Finalist                      | Ergebnis          |
| ------------ | ------------------------ | ----------------------------- | ----------------- |
| Herreneinzel | Andy Goode               | Rob Ridder                    | 15:11, 15:12      |
| Dameneinzel  | Helen Troke              | Diane Underwood               | 11:2, 12:11       |
| Herrendoppel | Gary Scott Andy Goode    | Gerry Asquith Dipak Tailor    | 9:15, 15:10, 15:4 |
| Damendoppel  | Jill Pringle Mary Leeves | Barbara Beckett Marjan Ridder | 15:12, 15:8       |
| Mixed        | Rob Ridder Marjan Ridder | Andy Goode Diane Simpson      | 18:17, 9:15, 15:9 |